# Aujac (Charente-Maritime)

Aujac este o comună în departamentul Charente-Maritime, Franța. În 1 ianuarie 2022 avea o populație de 373 de locuitori.